# Рахман Сагор, Махфизур
Махфизур Рахман Сагор (род. 15 мая 1993 года) — бангладешский пловец, участник Олимпийских игр 2012 года.
Во время Церемонии открытия Олимпиады-2012 был удостоен чести стать знаменосцем своей команды.

## Карьера
Получил лицензию на участие на Летних Олимпийских играх в Лондоне, несмотря на то, что в Бангладеш не существует ни одного профессионального бассейна.
Занял 39 место по результатам предварительного круга в соревнованиях среди мужчин на 50 метров вольным стилем и не смог квалифицироваться в следующий этап.